# テクスタパ (小惑星)
テクスタパ (4932 Texstapa) は小惑星帯に位置する小惑星である。ローウェル天文台のブライアン・スキッフが発見した。
アマチュア天文家の集会、テキサス・スターパーティー (Texas Star Party: TSP) から命名された。